# Szántód vasútállomás
Szántód vasútállomás (korábban Szántód-Kőröshegy) egy Somogy vármegyei vasútállomás, a MÁV üzemeltetésében. Létesítményeinek túlnyomó része Szántód, kis hányada Balatonföldvár határai között helyezkedik el, közvetlenül a 7102-es út vasúti keresztezése mellett, annak nyugati oldalán. A korábbi második névadó, Kőröshegy település központjától körülbelül 3,5 kilométerre északra fekszik. Az állomás felvételi épületét 1971-ben adták át.

## Vasútvonalak
Az állomást az alábbi vasútvonalak érintik:
- Budapest–Murakeresztúr-vasútvonal

## Kapcsolódó állomások
A vasútállomáshoz az alábbi állomások vannak a legközelebb:
- Zamárdi megállóhely (Budapest–Murakeresztúr-vasútvonal)
- Balatonföldvár megállóhely (Budapest–Murakeresztúr-vasútvonal)

## Forgalom
| Járat                                          | Útvonal | Gyakoriság                  |
| ---------------------------------------------- | --- | --------------------------- |
| S30                                            | Budapest-Déli – Budapest-Kelenföld – Albertfalva – Budafok – Kastélypark – Tétényliget – Érd alsó – Tárnok – Martonvásár – Baracska – Pettend – Kápolnásnyék – Velence – Velencefürdő – Gárdony – Agárd – Dinnyés – Székesfehérvár – Maroshegy – Szabadbattyán – Kiscséripuszta – Polgárdi-Tekerespuszta – Lepsény – Balatonaliga – Balatonvilágos – Szabadisóstó – Szabadifürdő – Siófok – Balatonszéplak felső – Balatonszéplak alsó – Zamárdi felső – Zamárdi – Szántód – Balatonföldvár – Balatonszárszó – Balatonszemes – Balatonlelle felső – Balatonlelle – Balatonboglár – Fonyódliget – Fonyód | Nyáron napi 2 pár           |
| S34                                            | Budapest-Déli – Budapest-Kelenföld – Albertfalva – Budafok – Kastélypark – Tétényliget – Érd alsó – Tárnok – Martonvásár – Baracska – Pettend – Kápolnásnyék – Velence – Velencefürdő – Gárdony – Agárd – Dinnyés – Székesfehérvár – Maroshegy – Lepsény – Balatonaliga – Balatonvilágos – Szabadisóstó – Szabadifürdő – Siófok – Balatonszéplak felső – Balatonszéplak alsó – Zamárdi felső – Zamárdi – Szántód – Balatonföldvár – Balatonszárszó – Balatonszemes – Balatonlelle felső – Balatonlelle – Balatonboglár – Fonyódliget – Fonyód – Bélatelep – Alsóbélatelep – Balatonfenyves – Balatonfenyves alsó – Máriahullámtelep – Máriaszőlőtelep – Balatonmáriafürdő – Balatonberény – Balatonszentgyörgy – Keszthely                                                                                     | Nyáron napi 2 pár           |
| S35                                            | Budapest-Déli – Budapest-Kelenföld – Budafok → (Nagykanizsa felé: Budatétény → Barosstelep → Érdliget → Érd felső → Tárnok → Martonvásár → Baracska → Pettend → Kápolnásnyék; Budapest felé: ← Érd alsó) – Velence – Velencefürdő – Gárdony – Agárd (→ Dinnyés) – Székesfehérvár – Maroshegy – Lepsény – Balatonaliga – Balatonvilágos – Szabadisóstó – Szabadifürdő – Siófok – Balatonszéplak felső – Balatonszéplak alsó – Zamárdi felső – Zamárdi – Szántód – Balatonföldvár – Balatonszárszó – Balatonszemes – Balatonlelle felső – Balatonlelle – Balatonboglár – Fonyódliget – Fonyód – Bélatelep – Alsóbélatelep – Balatonfenyves – Balatonfenyves alsó – Máriahullámtelep – Máriaszőlőtelep – Balatonmáriafürdő – Balatonberény – Balatonszentgyörgy – Vörs – Zalakomár – Zalaszentjakab – Nagykanizsa | Nyáron napi 1 pár           |
| személyvonat                                   | Siófok – Balatonszéplak felső – Balatonszéplak alsó – Zamárdi felső – Zamárdi – Szántód – Balatonföldvár – Balatonszárszó – Balatonszemes – Balatonlelle felső – Balatonlelle – Balatonboglár – Fonyódliget – Fonyód – Bélatelep – Alsóbélatelep – Balatonfenyves – Balatonfenyves alsó – Máriahullámtelep – Máriaszőlőtelep – Balatonmáriafürdő – Balatonberény – Balatonszentgyörgy – Vörs – Zalakomár – Zalaszentjakab – Nagykanizsa | Napi 3-4 pár                |
| személyvonat                                   | Nagykanizsa → Zalaszentjakab → Zalakomár → Vörs → Balatonszentgyörgy → Balatonberény → Balatonmáriafürdő → Máriaszőlőtelep → Máriahullámtelep → Balatonfenyves alsó → Balatonfenyves → Alsóbélatelep → Bélatelep → Fonyód → Fonyódliget → Balatonboglár → Balatonlelle → Balatonlelle felső → Balatonszemes → Balatonszárszó → Balatonföldvár → Szántód → Zamárdi → Zamárdi felső → Balatonszéplak alsó → Balatonszéplak felső → Siófok → Szabadifürdő → Szabadisóstó → Balatonvilágos → Balatonaliga → Lepsény → Polgárdi-Tekerespuszta → Kiscséripuszta → Szabadbattyán → Maroshegy → Székesfehérvár | Napi 1 Székesfehérvár felé  |
| sebesvonat, Déli<-parti sebesvonat             | Keszthely → Balatonszentgyörgy → Balatonberény → Balatonmáriafürdő → Máriaszőlőtelep → Máriahullámtelep → Balatonfenyves alsó → Balatonfenyves → Alsóbélatelep → Bélatelep → Fonyód → Fonyódliget → Balatonboglár → Balatonlelle → Balatonlelle felső → Balatonszemes → Balatonszárszó → Balatonföldvár → Szántód → Zamárdi → Zamárdi felső → Balatonszéplak alsó → Balatonszéplak felső → Siófok → Szabadifürdő → Szabadisóstó → Balatonvilágos → Balatonaliga → Lepsény → Polgárdi-Tekerespuszta → Kiscséripuszta → Szabadbattyán → Maroshegy → Székesfehérvár → Kápolnásnyék → Érd alsó → Budapest-Kelenföld → Budapest-Déli | Napi 1 Budapest felé        |
| Déli<-parti InterRégió                         | (Balatonszentgyörgy → Balatonberény → Balatonmáriafürdő → Máriaszőlőtelep → Máriahullámtelep → Balatonfenyves alsó → Balatonfenyves → Alsóbélatelep → Bélatelep → Fonyód → Fonyódliget → Balatonboglár → Balatonlelle → Balatonlelle felső → Balatonszemes → Balatonszárszó → Balatonföldvár → Szántód → Zamárdi → Zamárdi felső → Balatonszéplak alsó → Balatonszéplak felső →) Siófok → Szabadifürdő → Szabadisóstó → Balatonvilágos → Balatonaliga → Lepsény → Maroshegy → Székesfehérvár → Dinnyés → Agárd → Gárdony → Velencefürdő → Velence → Kápolnásnyék → Pettend → Baracska → Martonvásár → Tárnok → Érd alsó → Tétényliget → Kastélypark → Budafok → Albertfalva → Budapest-Kelenföld → Budapest-Déli                                                                                               | Nyáron napi 1 Budapest felé |
| Déli<-parti InterRégió, Déli->parti InterRégió | Budapest-Déli – Budapest-Kelenföld – Érd alsó – Székesfehérvár – Maroshegy – Szabadbattyán – Kiscséripuszta – Polgárdi-Tekerespuszta – Lepsény – Balatonaliga – Balatonvilágos – Szabadisóstó – Szabadifürdő – Siófok – Balatonszéplak felső – Balatonszéplak alsó – Zamárdi felső – Zamárdi – Szántód – Balatonföldvár – Balatonszárszó – Balatonszemes – Balatonlelle felső – Balatonlelle – Balatonboglár – Fonyódliget – Fonyód – Bélatelep – Alsóbélatelep – Balatonfenyves – Balatonfenyves alsó – Máriahullámtelep – Máriaszőlőtelep – Balatonmáriafürdő – Balatonberény – Balatonszentgyörgy (→ Keszthely) | Nyáron 2 óránként           |
| Déli<-parti InterRégió                         | Nagykanizsa → Zalaszentjakab → Zalakomár → Balatonszentgyörgy → Balatonberény → Balatonmáriafürdő → Máriaszőlőtelep → Máriahullámtelep → Balatonfenyves alsó → Balatonfenyves → Alsóbélatelep → Bélatelep → Fonyód → Fonyódliget → Balatonboglár → Balatonlelle → Balatonlelle felső → Balatonszemes → Balatonszárszó → Balatonföldvár → Szántód → Zamárdi → Zamárdi felső → Balatonszéplak alsó → Balatonszéplak felső → Siófok → Szabadifürdő → Szabadisóstó → Balatonvilágos → Balatonaliga → Lepsény → Polgárdi-Tekerespuszta → Kiscséripuszta → Szabadbattyán → Maroshegy → Székesfehérvár → Érd alsó → Budapest-Kelenföld → Budapest-Déli | Nyáron napi 1 Budapest felé |
| Vitorlás InterRégió                            | Szolnok – Újszász – Nagykáta – Szentmártonkáta – Tápiószecső – Szőlősnyaraló – Sülysáp – Pusztaszentistván – Mende – Gyömrő – Maglódi nyaraló – Maglód – Ecser – Rákoskert – Rákoshegy – Rákos – Kőbánya felső – Ferencváros – Budapest-Kelenföld – Velence – Székesfehérvár – Balatonaliga – Szabadisóstó – Szabadifürdő – Siófok – Balatonszéplak felső – Balatonszéplak alsó – Zamárdi felső – Zamárdi – Szántód – Balatonföldvár – Balatonszemes – Balatonlelle – Balatonboglár – Fonyódliget – Fonyód | Nyári hétvégéken napi 1 pár |
| Jégmadár expresszvonat                         | Szob – Szob alsó – Zebegény – Nagymaros – Nagymaros-Visegrád – Kismaros – Verőce – Vác – Vác-Alsóváros – Felsőgöd – Dunakeszi-Gyártelep – Rákospalota-Újpest – Kőbánya felső – Budapest-Kelenföld – Velence – Székesfehérvár – Balatonaliga – Szabadisóstó – Szabadifürdő – Siófok – Balatonszéplak felső – Balatonszéplak alsó – Zamárdi felső – Zamárdi – Szántód – Balatonföldvár – Balatonszemes – Balatonlelle – Balatonboglár – Fonyódliget – Fonyód | Nyáron napi 1 pár           |
| Aranypart expresszvonat                        | Záhony – Tiszabezdéd – Tuzsér – Komoró – Fényeslitke – Kisvárda-Hármasút – Kisvárda – Ajak – Pátroha – Gégény – Demecser – Kék – Nyírbogdány – Kemecse – Sóstóhegy – Sóstó – Nyíregyháza – Újfehértó (← Debrecen-Csapókert) – Debrecen (← Ebes) – Hajdúszoboszló (← Kaba) – Püspökladány – Karcag – Kisújszállás (← Fegyvernek-Örményes) – Törökszentmiklós (← Szajol) – Szolnok – Abony – Cegléd – Ferihegy – Kőbánya-Kispest – Budapest-Kelenföld – Velence – Székesfehérvár – Balatonaliga – Szabadisóstó – Szabadifürdő – Siófok – Balatonszéplak felső – Balatonszéplak alsó – Zamárdi – Szántód – Balatonföldvár – Balatonszemes – Balatonlelle – Balatonboglár – Fonyódliget – Fonyód | Nyáron napi 1 pár           |
| Ezüstpart expresszvonat                        | Miskolc-Tiszai – Nyékládháza – Mezőkövesd – Füzesabony – Kál-Kápolna – Vámosgyörk – Hatvan – Aszód – Gödöllő – Budapest-Kelenföld – Székesfehérvár – Balatonaliga – Balatonvilágos – Szabadisóstó – Siófok – Balatonszéplak felső – Zamárdi – Szántód – Balatonföldvár – Balatonszárszó – Balatonszemes – Balatonlelle felső – Balatonlelle – Balatonboglár – Fonyódliget – Fonyód | Nyáron napi 1 pár           |